# Caileigh Filmer
Caileigh Filmer, född 18 december 1996, är en kanadensisk roddare.
Filmer var en del av Kanadas lag som slutade på femte plats i åtta med styrman vid olympiska sommarspelen 2016 i Rio de Janeiro.
Vid olympiska sommarspelen 2020 i Tokyo tog Filmer brons tillsammans med Hillary Janssens i tvåa utan styrman.